# غرد كاشان
غرد كاشان هي قرية في مقاطعة أشنوية، إيران. يقدر عدد سكانها بـ 440 نسمة بحسب إحصاء 2016.